# Fredrik Ydhag
Fredrik Nikolaus Ydhag, född 23 oktober 1970 i Eskilstuna, är en svensk filmklippare. Han har arbetat med flera prisbelönta tv-serier och dokumentärer, bland annat Gunilla Breskys dokumentärfilm Jag stannar tiden, för vilken han belönades med Sveriges Filmklippares Edith-pris för Bästa Klipp, 2015.

## Filmografi (urval)
- 1999 – Dö hårdast 2 – utan någon anledning[2]
- 2000 – Four Young Barents Dox[3]
- 2000 – I solstormens årstid[4]
- 2001 – Vad vore livet utan radio
- 2002 – Kära Vera – till ditt minne
- 2003 – Mera Magdalena (fem avsnitt)
- 2003 – Paradis (tolv avsnitt)
- 2004 – En grå filt med broderade blommor
- 2004 – Expedition Vildmark (sex avsnitt)
- 2005 – Uppdrag granskning – Tsunami
- 2006 – Saras värld
- 2006 – En jävla jojk
- 2007 – Nattens häxor
- 2008 – Palace Hotell
- 2009 – Giovanni från Luleå
- 2014 – Jag stannar tiden
- 2019 - Sara, med allt sitt väsen